# محمدرضا باهنر
محمدرضا باهنر (زادهٔ ۱۳۳۱) سیاستمدار ایرانی است که به‌عنوان دبیرکل جامعه اسلامی مهندسین و عضو حقیقی مجمع تشخیص مصلحت نظام در حال فعالیت است. او همچنین نماینده مجلس شورای اسلامی در دوره‌های دوم، سوم، چهارم، پنجم، هفتم و هشتم و نهم بوده است و در سال ۱۳۹۵ مشاور رئیس مجلس شورای اسلامی، علی لاریجانی، شد.
باهنر ریاست فراکسیون اصول‌گرایان مجلس هفتم و عضو هیئت رئیسهٔ مجالس چهارم، پنجم، هفتم، هشتم و نهم و نیابت رئیس مجالس هفتم و هشتم و نهم را بر عهده داشته است. وی برای شرکت در دهمین و یازدهمین دوره انتخابات مجلس نامزد نشد اما در دوازدهمین دوره انتخابات مجلس ثبت‌نام کرد. وی در مجلس نهم ۱۳۹۱ از شهر تهران به عنوان کاندیدای جبهه متحد اصول‌گرایان معرفی شد و در دور دوم به عنوان نماینده ششم وارد مجلس شورای اسلامی شد. آراء وی در این مرحله بیش از مرحله قبل بود که تحلیل‌گران از آن به عنوان یک پدیده در انتخابات مجلس نهم یاد می‌کنند.
باهنر برادر محمدجواد باهنر — نخست‌وزیر اسبق ایران که در سال ۱۳۶۰ ترور شد — و دایی سید مجتبی ثمره هاشمی دستیار ارشد محمود احمدی‌نژاد رئیس‌جمهور سابق ایران است. وی دانش‌آموخته کارشناسی معماری از دانشگاه علم و صنعت و کارشناسی ارشد برنامه‌ریزی اقتصادی از دانشگاه علامه طباطبایی است.

## زندگی
محمدرضا باهنر ۱۳۳۱ در کرمان متولد شد.وی در دوران جوانی در کرمان تقریباً رابط میان انقلابیون کرمان و محافل و مجالس تهران بود و در این مدت میان تهران و کرمان دائم در حال رفت و آمد بود. او ابتدا به معاونت استانداری کرمان منصوب و سپس نمایندگی ۷ دوره مجلس (دور دوم و هفتم از کرمان و ادوار سوم، چهارم، پنجم، هشتم و نهم از تهران) را عهده‌دار شد. سوابق پارلمانی باهنر نیز شامل این موارد است: عضو هیئت رئیسه در دوره چهارم و پنجم، نایب رئیس مجلس در دوره هفتم، هشتم و نهم، عضویت در کمیسیون‌های عمران، اقتصاد، اجتماعی و کمیسیون تلفیق، نایب رئیس و عضویت در کمیسیون بودجه، عضو ارشد فراکسیون اصولگرایان مجلس از دوره چهارم. وی در دوره اخیر مجمع نشخیص مصلحت نظام نیز عضویت داشته است.